# Тит Менений Ланат (консул 477 года до н. э.)
Тит Менений Ланат (лат. Titus Menenius Lanatus; ум. 476) — римский политический деятель, консул 477 до н. э.
Сын Агриппы Менения Ланата, консула 503 до н. э. В 477 до н. э. был консулом вместе с Гаем Горацием Пульвиллом. В том году у римлян было две войны, ведение которых осложнялось гражданским конфликтом, так как плебеи требовали справедливого раздела захваченных земель, и только ввиду крайней опасности для государства согласились вступить в армию. Гораций выступил против вольсков, а Менений против вейентов. Война с Вейями протекала для римлян неудачно — почти весь род Фабиев был уничтожен в бою у Кремеры. Менений с войском стоял неподалеку, но помощи не оказал, а потом и сам был разбит и бежал в Рим.
Этруски готовились осадить город, когда на выручку римлянам подошла армия Горация. Консулы дали вейентам два сражения, но лишь во втором добились небольшого перевеса.
В следующем году плебеи возобновили свои требования, а их лидеры решили нанести удар по сенатской аристократии. Трибуны Квинт Консидий и Тит Генуций, предложившие земельный закон, привлекли Менения к суду, обвинив в гибели укрепления на Кремере и потребовав смертной казни. Сенаторы пытались его защитить, тем более, что слава его отца ещё не была забыта. В результате Менений был приговорен к штрафу в 2 тыс. ассов.
Асс в то время ещё не был денежной единицей, а представлял собой медный слиток весом в один фунт. Таким образом, Менений должен был внести в казну 16 талантов меди. По обычной для того времени практике, штрафы выплачивались крупным и мелким скотом, в пересчете на стоимость меди. Согласно традиции, Менений не вынес позора, заперся в своем доме и уморил себя голодом.
В 475 до н. э. по сходному обвинению был привлечен к суду Спурий Сервилий.